# Brůdek (Všeruby)
Brůdek (německy Fürthel) je malá vesnice, část městyse Všeruby v okrese Domažlice v Plzeňském kraji. V roce 2011 zde trvale žilo 78 obyvatel.

## Historie
První písemná zmínka o vesnici pochází z roku 1650.

## Obyvatelstvo
| Rok            | 1869 | 1880 | 1890 | 1900 | 1910 | 1921 | 1930 | 1950 | 1961 | 1970 | 1980 | 1991 | 2001 | 2011 | 2021 |
| -------------- | ---- | ---- | ---- | ---- | ---- | ---- | ---- | ---- | ---- | ---- | ---- | ---- | ---- | ---- | ---- |
| Počet obyvatel | 162  | 151  | 136  | 162  | 152  | 143  | 154  | 100  | 71   | 77   | 64   | 48   | 64   | 78   | 71   |
| Počet domů     | 33   | 33   | 33   | 31   | 34   | 33   | 34   | 31   | 22   | 24   | 22   | 22   | 27   | 31   | 32   |

## Obecní správa
Při sčítání lidu v letech 1850–1879 Brůdek byl osadou obce Svatá Anna v okrese Domažlice. V letech 1880–1984 byl samostatnou obcí v okrese Domažlice. Od 1. ledna 1985 je částí městyse Všeruby v okrese Domažlice.

## Pamětihodnosti
Na jihozápadním okraji vesnice stojí kaple svatého Václava postavená v letech 1669–1671.